# Кубок Украинской ССР по футболу 1954
15-й розыгрыш Кубка УССР состоялся с 4 июля по 8 августа 1954 года. Участие принимали 32 команды. Обладателем Кубка стал киевский «Машиностроитель».

## 1/16 финала
| Город       | Команда                       | Счёт | Команда                            |
| ----------- | ----------------------------- | ---- | ---------------------------------- |
| Сталино     | «Шахтёр» (Смолянка)           | 13:2 | «Химик» (Павлоград)                |
| Киев        | «Спартак» (Киев)              | 2:1  | «Динамо» (Житомир)                 |
| Винница     | «Труд» (Винница)              | 8:2  | «Урожай» (Ровно)                   |
| Киев        | «Машиностроитель» (Киев)      | 4:2  | «Динамо» (Хмельницкий)             |
| Виноградов  | «Искра» (Виноградов)          | 2:4  | «Динамо» Львов                     |
| Тернополь   | «Динамо» (Тернополь)          | +:-  | «Спартак» (Станислав)              |
| Дрогобыч    | «Нефтяник» (Дрогобыч)         | +:-  | «Динамо» (Луцк)                    |
| Черновцы    | «Динамо» (Черновцы)           | +:-  | «Спартак» (Херсон)                 |
| Одесса      | ОДО (Одесса)                  | 2:1  | «Энергия» (Харьков)                |
| Фастов      | «Торпедо» (Фастов)            | 0:3  | «Строитель» (Николаев)             |
| Евпатория   | Команда Евпатории             | 2:0  | «Химик» (Рубежное)                 |
| Севастополь | Команда Севастополя           | 4:0  | «Машиностроитель» (Днепропетровск) |
| Харьков     | «Торпедо» (Харьков)           | 4:1  | «Торпедо» (Кировоград)             |
| Запорожье   | «Машиностроитель» (Запорожье) | 3:1  | «Химик» (Славянск)                 |
| Сумы        | «Торпедо» (Сумы)              | 1:0  | «Локомотив» (Полтава)              |
| Черкассы    | «Пищевик» (Черкассы)          | 0:1  | Команда Чернигова                  |

## 1/8 финала
| Город    | Команда                | Счёт | Команда             |
| -------- | ---------------------- | ---- | ------------------- |
| Николаев | «Строитель» (Николаев) | 6:0  | «Шахтёр» (Смолянка) |
| Чернигов | Команда Чернигова      | 2:0  | «Спартак» (Киев)    |

## Четвертьфинал
| Город    | Команда                  | Счёт | Команда               |
| -------- | ------------------------ | ---- | --------------------- |
| Киев     | «Машиностроитель» (Киев) | 5:1  | «Нефтяник» (Дрогобыч) |
| Сумы     | «Торпедо» (Сумы)         | 2:1  | Команда Чернигова     |
| Харьков  | «Торпедо» (Харьков)      | 2:0  | Команда Севастополя   |
| Николаев | «Строитель» (Николаев)   | 1:1  | ОДО (Одесса)          |
| Николаев | «Строитель» (Николаев)   | 1:3  | ОДО (Одесса)          |

## Полуфинал
| Город  | Команда                  | Счёт | Команда             |
| ------ | ------------------------ | ---- | ------------------- |
| Киев   | «Машиностроитель» (Киев) | 2:0  | «Торпедо» (Сумы)    |
| Одесса | ОДО (Одесса)             | 1:0  | «Торпедо» (Харьков) |

## Финал
| 2 августа 1955 года    | \| «Машиностроитель» Киев \| 1:0 \| ОДО Одесса \| | Киев       |
| «Машиностроитель» Киев | 1:0                                               | ОДО Одесса |

Матч аннулирован и переигран после протеста на судейство
| 3 августа 1955 года | \| «Машиностроитель» Киев \| 3:1 \| ОДО Одесса \| | Киев       |
| Машиностроитель: Терзман, Данилюк, Герасименко, Горбунов, Воробьёв, Семенякин, Романовский, Сёмин, Мизин, Кашлык, Чередник, Ноевой, Рогачёв, Штейн, Кушнир, Гожев, Максименко Гл. тренер: Иосиф Лифшиц |                                                   |            |
| «Машиностроитель» Киев | 3:1                                               | ОДО Одесса |